# Иван Илиев (Ново село)
Вижте пояснителната страница за други личности с името Иван Илиев.
Иван Илиев Танев, известен и като Айдински и Сливаров, е български революционер, деец на Вътрешната македоно-одринска революционна организация и на Българската комунистическа партия.

## Биография
Илиев е роден на 23 септември 1885 година в струмишкото Ново село, тогава в Османската империя. На 5 години остава сирак Основно образование получава в Ново село. В прогимназията научава гръцки. Учи в сръбско училище в Солун, но след няколко месеца се прехвърля в Солунската българска мъжка гимназия „Св. св. Кирил и Методий“, където се запознава с Гоце Делчев, който го привлича към ВМОРО. Сближава се с гемиджиите. За революционна дейност е изключен от гимназията.
Работи като български учител в град Щип, където преподава заедно с Мише Развигоров. Уволнен е за революционна дейност от владиката Герасим Струмишки. Действа като организатор в Струмишко, а по-късно и в Петричко под името Сливаров. След Солунските атентати през 1903 година е арестуван от османските власти и осъден на 101 години затвор. Успява да избяга от Едикуле. Участва в Илинденско-Преображенското въстание като секретар в четата на Христо Чернопеев.
След въстанието става инспектор на четите на ВМОРО в Струмишко и член на Струмишкия окръжен революционен комитет. Делегат е на Струмишкия окръжен конгрес, проведен в Огражден през лятото на 1905 година. Избран е за секретар в работното председателство на конгреса. При работата на конгреса Иван Илиев обръща внимание върху гръцката въоръжена пропаганда и върху инфилтрацията на гръцки терористи в Струмица, изпратени от централния комитет в Атина. През октомври 1905 година е делегат на Рилския конгрес на ВМОРО.
В 1906 година заминава за София, за да завърши средното си образование. Делегат е на Съвещателното събрание. В 1907 година се запознава с Димитър Благоев и Георги Кирков и под тяхно влияние става член на БРСДП. През 1906 – 1909 година е учител в село Емине, Заноге и директор на училището в Грамада. Задочно учи право в Загребския университет и след успешното дипломиране през 1909 година започва работа в Софийския окръжен съд. Участва на Първата балканска социалдемократическа конференция през 1909 година в Белград. Специализира право в Брюксел в 1911 година. В 1913 година завършва право и в София и от 1914 година работи като адвокат в Струмица, където е секретар и на местния комитет на БРСДП (т. с.).
В 1919 година напуска Струмица, която е предадена на Кралството на сърби, хървати и словенци, и работи в Горна Джумая, където е главен организатор на БКП в района и член на нейното ръководство (1920 – 1923), а от юни 1920 до есента на 1921 година е председател на Окръжния комитет. Член е на Висшия партиен съвет при Централния комитет на БКП (1921 – 1922).
След решението на ЦК на БКП за въстание участва в изработването на оперативния план за действия в града. Поради заболяване не участва в самото Септемврийско въстание. На 9 октомври 1923 година пред дома си, е намушкан с ножове от представители на дясното крило във Вътрешната македонска революционна организация.
Негов внук е Любчо Айдински (1930 - 2021), професор в Скопския университет.